# Heide (Nümbrecht)
Heide ist ein Ortsteil von Nümbrecht im Oberbergischen Kreis im südlichen Nordrhein-Westfalen innerhalb des Regierungsbezirks Köln (Deutschland).

## Lage und Beschreibung
Der Ort liegt in Luftlinie rund 4,85 km westlich vom Stadtzentrum von Nümbrecht entfernt.

## Geschichte

### Erstnennung
1316 wurde der Ort das erste Mal urkundlich erwähnt und zwar „Teile der Leute von Nümbrecht“.
Schreibweise der Erstnennung: Heyde/Heide